# Premio Donostia
Il premio Donostia alla carriera è il premio alla carriera assegnato al Festival internazionale del cinema di San Sebastián. Fu assegnato per la prima volta nel 1986.

## Albo d'oro
- 1986: Gregory Peck
- 1987: Glenn Ford
- 1988: Vittorio Gassman
- 1989: Bette Davis
- 1990: Claudette Colbert
- 1991: Anthony Perkins
- 1992: Lauren Bacall
- 1993: Robert Mitchum
- 1994: Lana Turner
- 1995: Susan Sarandon, Catherine Deneuve
- 1996: Al Pacino
- 1997: Michael Douglas, Jeremy Irons
- 1998: Jeanne Moreau, Anthony Hopkins, John Malkovich
- 1999: Anjelica Huston, Fernando Fernán Gómez, Vanessa Redgrave
- 2000: Michael Caine, Robert De Niro
- 2001: Julie Andrews, Warren Beatty, Francisco Rabal
- 2002: Jessica Lange, Bob Hoskins, Dennis Hopper
- 2003: Robert Duvall, Sean Penn, Isabelle Huppert
- 2004: Annette Bening, Jeff Bridges, Woody Allen
- 2005: Willem Dafoe, Ben Gazzara
- 2006: Max von Sydow, Matt Dillon
- 2007: Richard Gere, Liv Ullmann
- 2008: Antonio Banderas, Meryl Streep
- 2009: Ian McKellen
- 2010: Julia Roberts
- 2011: Glenn Close
- 2012: Oliver Stone, Ewan McGregor, Tommy Lee Jones, John Travolta, Dustin Hoffman
- 2013: Carmen Maura, Hugh Jackman
- 2014: Denzel Washington, Benicio del Toro
- 2015: Emily Watson
- 2016: Sigourney Weaver, Ethan Hawke
- 2017: Monica Bellucci, Ricardo Darín, Agnès Varda
- 2018: Hirokazu Kore'eda, Danny DeVito, Judi Dench
- 2019: Costa-Gavras, Donald Sutherland, Penélope Cruz
- 2020: Viggo Mortensen
- 2021: Johnny Depp e Marion Cotillard
- 2022: Juliette Binoche e David Cronenberg
- 2023: Javier Bardem, Víctor Erice e Hayao Miyazaki